# ミリオンゴッド
『ミリオンゴッド』（英: Million God）は、ミズホから2002年に発売されたパチスロ機（4号機）。

## 概要
3枚掛け専用機。メイン絵柄は7をモチーフとしたもの。有効ラインは上・中・下の3ラインと少なく、停止パターンも簡潔。一気に大量メダルが獲得できるPGG（プレミアムゴッドゲーム）の搭載など、AT機全盛時代の集大成を飾る機種であった。
規定上はCタイプでビッグボーナスもレギュラーボーナスも搭載されておらず、「GG（ゴッドゲーム）」と呼ばれるAT機能のみで出玉を得る、特殊なパチスロ機である。その類を見ない爆発力に注目が集まり、全国の設置ホールにおいて出玉記録を次々と更新していった。5〜6万枚クラスという報告も珍しくなく、機種名通りの超爆裂機であった。
検定時には、本来大きなペナルティがある（後述）はずの「逆押し」で通していた。これにより、GGなどの大量出玉は事実上不可能になるが、リプレイ確率が上がるなど機械割は一定の幅に抑えられるという、法の網の目をかいくぐったきわどいものであった。新台としてホールに登場した当時は、「灼熱牙王」の発売中止騒動など日電協が加盟各社に対し爆裂機の販売自粛を求めていたが、本機はミズホが日電協に非加盟だったこともあり、予定通り発売された。
しかし、2003年10月に「大幅に射幸心を煽る機種」として検定取消の処分を受け、一斉撤去されたため、稼動期間は短かった。

## 特徴
筐体は黄金色で、中央に液晶画面を備える。リールが回転するのと連動して、液晶上では1から8まで3つの数字が変動する。3つの数字が偶数揃いなら黄7の15枚役が揃い(この偶数揃いと黄7揃いの法則が崩れると次ゲームからGGに突入)、奇数揃いならGGが発動する。特に液晶上で777が揃った場合、リールには中段に「GOD」絵柄が揃い、連続500ゲームのPGGが発動する。
通常時・GG中ともに目押しの必要は一切なく、その意味では「初心者にも優しい」設計であった一方、通常遊技時のコイン持ちは非常に悪く、特に通常時はリプレイすら揃わず（右リールからの逆押しでしか揃わないが、後述のペナルティを回避するため事実上揃えられなかった）、当選役は黄7揃いの15枚のみ。逆にGG中はほぼ毎ゲームで15枚役が揃い、連チャン性も極めて高く、上乗せやストック放出を行うチャンスも満載であり、類を見ないハイリスク・ハイリターンな機種であった。
見た目はシンプルな構成で「運任せ」の側面もある一方、内部モードや移行条件が複雑なため攻略要素も存在し、様々なタイプのプレイヤーに支持された。

## 絵柄・役構成
絵柄と役構成は以下の通り。
- 黄7：15枚役。押し順は全6通り（つまり通常時はほぼ順押し時しか揃わない）。ライン下段でのみ揃う。液晶画面上では通常、偶数が揃うが、揃わなければGG確定。順押しのみ確率が低く設定されている。
- 青7：リプレイ。ライン上段でのみ揃うが、逆押しでないと揃えることができない。通常時は順押しが義務づけられているため、GG中以外でリプレイが揃うことは無い。
- 赤7：1枚役。SGGの突入契機。右リールのいずれかに停止する。確率は1/4096。
- GOD：15枚役。PGGの突入契機。ライン中段でのみ揃う。確率は1/8192。

この他、左・中リールにブランク絵柄(通称デカミリ)が存在する。

## ゲームモード
通常時
- 通常ゲーム。常にボタンの押し順が指定され、左リールからの順押しのみ。押し順を誤ると以後5ゲームの間GGの抽選が受けられなくなる、3回連続誤りで潜伏GGが消滅する、などのペナルティが課せられた。ペナルティ中のSGG・PGG当選（この場合は赤7の1枚、GOD揃い15枚の払い出しのみ）という最悪の事態も発生しかねず、押し順を誤ると出玉率が大幅に低下する。

GG（ゴッドゲーム）
- 詳細はGG（ゴッドゲーム）の項を参照。

G-ZONE
- GG終了後の5ゲーム。この間に連チャンするパターンが多い。また、このモード中にSGG・PGGに当選すると、ストック放出の恩恵がある。

チャンスゾーン
- G-ZONE終了後から50ゲームまでの間。G-ZONEで連チャンが発生しなかった場合でも、このモードで連チャンが発生する場合がある。

## 内部モード
GGの抽選状態に以下の4種類が存在する。モード毎に定められた確率でGG中を除いた毎ゲームで移行抽選が行われる。ただし、移行抽選に当選しても同じモードに振り分けられる可能性が高い。
- モードA（地獄モード）

GGの抽選自体行われない。
GOD・赤７成立もしくは、リプレイ4連続や順押し黄7のストック放出抽選当選しかAT発動条件が無い上、発動させても連チャンに期待できない。モード移行しにくいが移行抽選に当選すると天国モードに移行しやすい。
- モードB（ストックモード）

低確率でGGの抽選が行われる。（当選率は後述の通常モードと同様。）
ただし、当選してもすべてストックされ、放出契機をひかない限り発動しない。移行抽選に当選すると通常モードに移行しやすい。
- モードC（通常モード）

低確率でGGの抽選が行われる。当選率は1/1651から1/475と設定により大きく異なるが、当選すれば即放出される、4つのなかでは1番シンプルな状態。移行抽選に当選するとストックモードに移行しやすい。
- モードD（天国モード）

高確率でGGの抽選が行われる。
当選確率が飛躍的に上がり(約10倍)、当選すれば即放出される。状況や引き次第ではPGG以上の出玉に期待が持てる。ただし移行抽選に当選しやすく、移行先も地獄モードが選ばれやすい。

## GG（ゴッドゲーム）
以下の内部抽選に当選するとGG（ゴッドゲーム）に突入する。GGでは押し順が液晶画面で指定され、指定どおりに従えば15枚役の黄7（およびリプレイ役の青7）が獲得できる。当選条件は基本的に「押し順を厳守し、ペナルティの無い状態」であることが第一条件となる。
液晶画面上の背景は「GG=お花畑」「SGG=海底宮殿」「PGG=空中庭園」。一度でもSGGやPGGに当選すれば、以降の液晶画面は高い方に固定される。
極めて稀に「液晶で奇数揃い」「正しい押し順、かつペナルティ無しの状態で赤7・GOD停止」となったにもかかわらずGGに突入しないことがある。
GG（ゴッドゲーム）
- 基本的には液晶画面上で7以外の奇数が3つ揃うことで突入。稀に奇数揃いを経ずにGGに突入することもある。1セット50ゲームであるが連チャン性も高い。1ゲーム当たりの期待純増枚数は約10枚弱。つまりGGのゲーム数×約10枚弱が獲得枚数となる。
- AT中を除き、逆押し黄7成立時に内部モードに応じてGGの抽選が行われる。当選すると一度に最大9個のGGが獲得できる。また期待度は低いが順押し黄7揃いがストック放出契機の一つとなっており、ストックのある状態で放出された場合次ゲームからGGが発動する。
- 通常時にリプレイフラグを4連続で引き当てても当選する。その際、リプレイ3連でチャンス音が発生する。また、GG終了後のチャンスゾーン最終ゲームでリプレイフラグを引き当てると、連続リプレイが継続しているとして再びGGに当選する。
- 1500ゲーム到達後の順押し黄7で天井GGに突入。最大3連チャンまでが現実的。ストック全放出となる場合もあるが、その可能性は極めて低い。

SGG（スーパーゴッドゲーム）
- 右リール上に「赤7」が停止[注 4]で突入。3回以上のGGが約束される。期待純増枚数は約1500枚～4500枚。
- 内部モードがAやBの状態で当選した場合は、当選回数に関わらず発動するGGは3回のみ（残りは全てストックする）。
- GG・PGG中の「赤7」停止で、ゲーム残数に当選ゲーム数（残りゲーム数＋50ゲーム）が加算される。またG-ZONE中に残り当選回数分放出される。稀にG-ZONEを過ぎて50ゲームで放出することもある。

PGG（プレミアムゴッドゲーム）
- ライン中段に「GOD」揃い[注 5]」で突入。GGが500ゲーム継続する。期待純増枚数は約5,000枚。
- GG・PGG中の「GOD」揃いで、ゲーム残数に当選ゲーム数（残りゲーム数＋500ゲーム）が加算される。
- G-ZONE中にPGGに当選した場合、内部ストックされたGGが全て（最大16384個）が放出される。

## 演出
全体的にシンプルな演出が多い。単体での期待度は低いが、頻発・複合することで期待度が上昇。
- 液晶上で ｢氷｣  「爆発」「稲妻」：いずれも信頼度は高くないが、前兆としても発生。左から右にかけて、期待度は高まる。
- テンパイ音：奇数がテンパイすると発生。頻繁に起これば前兆の期待が持てる。また、GGに当選しやすいモード（天国モード）に滞在していることを示唆する。
- リール消灯：長く続けば続くほど期待大。
- 液晶の出目：奇数のハサミ目や同一数字の中・右揃い（「ケツテンパイ」とも呼ばれる）など、様々パターンが存在する。また、「324（ミズホ）」「315（サイコー）」など、語呂合わせで当選確定となる出目も多い。
- チャンス目：リプレイの取りこぼし目、逆押し15枚成立、ブランク絵柄、左リール液晶7停止時など様々。リーチ目に近い停止形では「中段GODテンパイ」、「左リール上・中段のブランク停止」など。また、液晶数字との組合せでGG当選となるパターンもある。
- 遅れ：確定演出以外では最も期待度が高い演出。「遅れ→左・中リール液晶7停止」でPGG確定。
- GODパネル点灯：レバーONでGOD GAMEパネルが点灯。NGG、SGGまたはPGGが確定。
- フリーズ：PGG確定。レバーONで液晶及びリールバックライトが黒くなり、フリーズが発生。その後リールが回転し、液晶に「左を押して下さい」と表示。GG中にも起こる。

## 後継機種
本機の撤去後、図柄や類似のゲーム性を継承したパチスロ機が数種類発表されている。
- ゴールドX（2003年）
- ゴールドXR（2003年）
- ミリオンゴッド 〜神々の系譜〜（2011年）
- ミリオンゴッド 〜神々の系譜〜 ZEUS Ver.（2013年）
- アナザーゴッドハーデス - 奪われたZEUS Ver.（2014年）
- ミリオンゴッド 〜神々の凱旋〜（2015年）
- アナザーゴッドポセイドン 〜海皇の参戦〜 （2017年）
- アナターのワイフ ゆるせぽね （2018年）
- アナザーゴッドハーデス 冥王召喚 （2018年）
- アナターのオット!? はーです （2020年）
- アナザーゴッドハーデス-解き放たれし槍撃ver.- （2023年）

## 移植作品
- PlayStation 2用ゲームソフト（日本アミューズメント放送、2002年12月26日発売）
- 携帯アプリ（携帯サイト「ユニバ王国」内）
- スマートフォン向けアプリ（iOS用/Android用）
- オンラインゲーム
  - ななぱち（ハンゲーム、2010年5月19日より配信）
  - 777town.net（サミーネットワークス、2014年9月26日より配信）